# Magdalen Laver
Magdalen Laver is een civil parish in het bestuurlijke gebied Epping Forest, in het Engelse graafschap Essex. In 2001 telde het dorp 246 inwoners.